# Wierzbica (powiat Radomski)
Wierzbica is een dorp in het Poolse woiwodschap Mazovië, in het district Radomski. De plaats maakt deel uit van de gemeente Wierzbica en telt ca. 4000 inwoners.

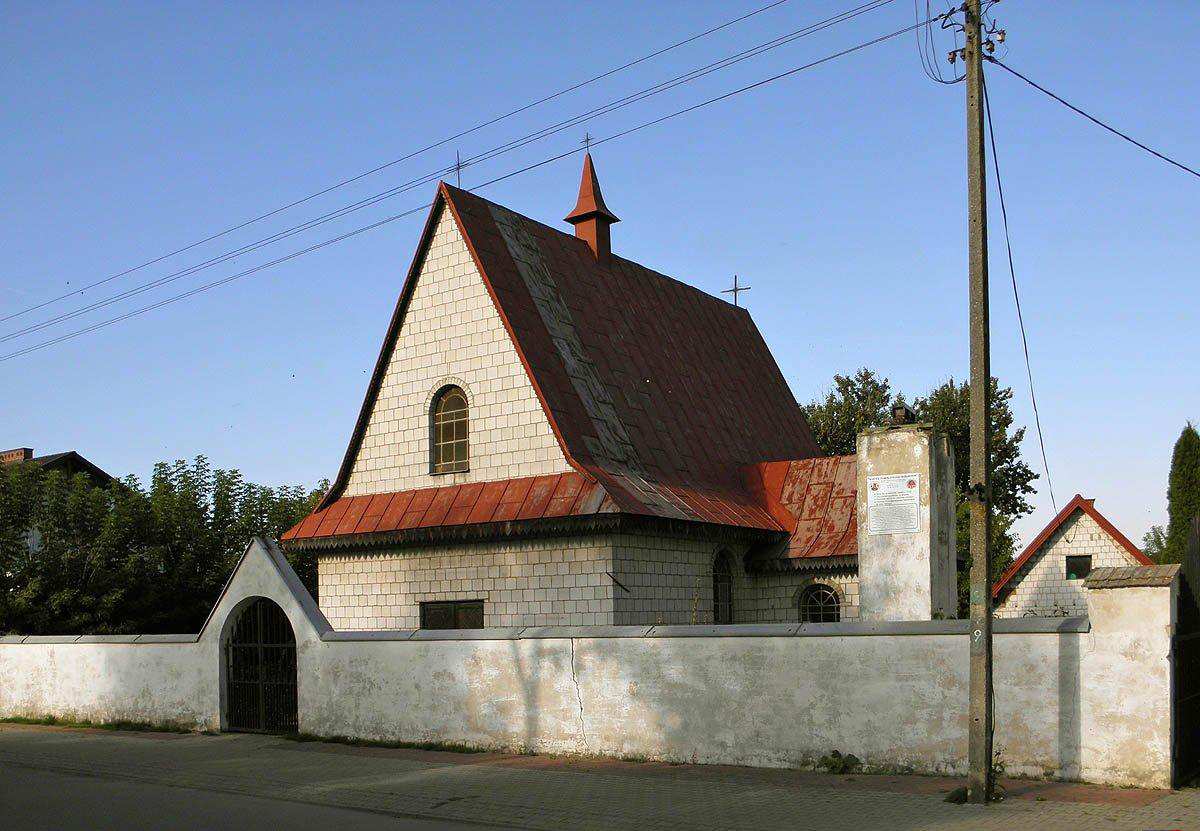
Kerk in Wierzbica